# Джаксыбеков, Серик Рыскельдинович
Серик Рыскельдинович Джаксыбеков (каз. Серік Рыскелдіұлы Жақсыбеков; род. 1 марта 1956, село Бурли, Карабалыкский район, Костанайская область, Казахская ССР, СССР) — казахстанский государственный деятель, депутат Сената Парламента Республики Казахстан (2014—2020).

## Биография
Окончил в 1978 году Целиноградский сельскохозяйственный институт по специальности инженер-электрик, в 1997 году — Институт рынка при Казахской государственной академии управления по специальности экономист.
1978—1980 гг. — инженер-электрик ИВЦ Целиноградского облсельхозуправления.
1980—1987 гг. — старший, главный инженер РП «Сельхозэнерго» Краснознаменского района, начальник Тенгизского сетевого района Целиноградских электросетей, начальник электросетей Тенгизского района.
1987—1990 гг. — секретарь парткома совхоза, инструктор Шортандинского райкома партии, секретарь парткома Шортандинского райспецхозобъединения.
1990—1992 гг. — помощник председателя Целиноградского облисполкома.
1992 г. — советник-консультант главы Акмолинской городской администрации.
1992—1997 гг. — заместитель начальника, начальник ТУ по Акмолинской области.
Апрель 1997 — март 2007 г. — председатель правления АО «Корпорация „Цесна“».
Декабрь 1998 — октябрь 2006 г. — председатель совета директоров АО «Цеснабанк».
С марта 2007 года — председатель совета директоров АО «Корпорация „Цесна“».
2012—2014 гг. — депутат маслихата города Астаны V созыва, член постоянной комиссии маслихата города Астаны по вопросам бюджета, экономики, промышленности и предпринимательства.
Октябрь 2014—2020 гг. — депутат сената парламента Казахстана от города Астаны, с 2 сентября 2019 года — глава комитета по экономической политике, инновационному развитию и предпринимательству.

## Семья
- Брат: Джаксыбеков, Адильбек Рыскельдинович

## Награды
- Орден «Курмет»
- Орден «Парасат»
- Медаль «Астана»
- Почётный диплом Президента Республики Казахстан за благотворительную и спонсорскую деятельность в культурной и гуманитарной сферах в 2000 году (31 января 2001 года)[4]
- Медаль «За укрепление парламентского сотрудничества» (27 марта 2017 года, Межпарламентская ассамблея СНГ) — за особый вклад в развитие парламентаризма, укрепление демократии, обеспечение прав и свобод граждан в государствах — участниках Содружества Независимых Государств[5]
- Почётная грамота Совета МПА СНГ (19 мая 2016 года, Межпарламентская ассамблея СНГ) — за активное участие в деятельности Межпарламентской Ассамблеи и её органов, вклад в укрепление дружбы между народами государств — участников Содружества Независимых Государств[6]